# 熊芮
熊芮（Xiong Rui，1993年8月2日—），中国女子羽毛球运动员。

## 簡歷
2011年7月，熊芮出戰亞洲青年羽毛球錦標賽，分別與区冬妮和谌卓夫贏得女雙和混雙季軍。
2013年4月，熊芮與肖婷合作打進紐西蘭羽毛球大獎賽女雙準決賽，以0比2（4-21、4-21）大敗給隊友区冬妮/唐渊渟出局。

## 主要比賽成績
只列出曾進入準決賽的國際賽事成績：
| 年份   | 賽事                 | 公開賽級別 | 項目     | 拍檔   | 成績   |
| ------ | -------------------- | ---------- | -------- | ------ | ------ |
| 2011年 | 亞洲青年羽毛球錦標賽 | 其他       | 混合團體 | －     | 金牌   |
| 2011年 | 亞洲青年羽毛球錦標賽 | 其他       | 女子雙打 | 区冬妮 | 銅牌   |
| 2011年 | 亞洲青年羽毛球錦標賽 | 其他       | 混合雙打 | 谌卓夫 | 銅牌   |
| 2011年 | 澳洲羽毛球黃金大獎賽 | 黃金大獎賽 | 女子雙打 | 区冬妮 | 準決賽 |
| 2013年 | 紐西蘭羽毛球大獎賽   | 大獎賽     | 女子雙打 | 肖婷   | 準決賽 |

| 2007-2017年 | 首要超級賽 | 超級賽 | 黃金大獎賽 | 大獎賽 | 國際挑戰賽 | 國際系列賽 | 未來系列賽 | 其他 |

| 2018-2026年 | 總決賽 | 超級1000賽 | 超級750賽 | 超級500賽 | 超級300賽 | 超級100賽 | 國際挑戰賽 | 國際系列賽 | 未來系列賽 | 其他 |